# Andrzej Ledóchowski
Andrzej Ledóchowski (ur. 10 lutego 1923 w Warszawie, zm. 15 czerwca 1984 tamże) – polski inżynier, profesor Politechniki Gdańskiej, specjalista z chemii leków, żołnierz Armii Krajowej.

## Życiorys
Podczas II wojny światowej uczeń Gimnazjum Stefana Batorego w tajnym nauczaniu w Warszawie, gdzie w 1944 r. zdał maturę. Był od 1942 roku w Armii Krajowej, po przeszkoleniu wojskowym mianowany kapralem podchorążym, uczestnikiem powstania warszawskiego w okręgu warszawskim, obwodzie Śródmieście – pseudonim „Chemik”, „Wacław”. Po kapitulacji – od X 1944 r. jeniec w stalagu X B Sandbostel, powrócił do Polski w lipcu 1946 r. W latach 1946–1947 studiował na Politechnice Warszawskiej.
Od 1947 r. mieszkał w Gdańsku, student, w 1950 r. ukończył studia na Wydziale Chemicznym Politechniki Gdańskiej – mgr inż. chemik, specjalność technologia środków leczniczych. W latach 1947–1984 pracował na Politechnice Gdańskiej w Katedrze Technologii Środków Leczniczych. W 1960 r. uzyskał doktorat, a w 1966 r. habilitację na Wydziale Chemicznym Politechniki Gdańskiej. W latach 1970–1984 był kierownikiem Zespołu naukowo-badawczego Chemii i Biochemii Związków Przeciwnowotworowych, w 1971–1977 kierownikiem Studium Doktoranckiego: Chemii i Technologii Związków Biologicznie Czynnych. Promotor 9 doktorów.
W 1967 r. mianowany docentem, a w 1975 r. otrzymał tytuł i stanowisko profesora nadzwyczajnego. Był autorem, współautorem ponad 120 publikacji na temat leków przeciwnowotworowych. Był autorem 15 patentów krajowych i 30 zagranicznych. Był członkiem Komisji Biologii Nowotworów Polskiej Akademii Nauk i Gdańskiego Towarzystwa Naukowego.
Jego stryjem był prof. Zygmunt Ledóchowski, także specjalista w chemii leków. Był on promotorem doktoratu Andrzeja Ledóchowskiego, który po jego śmierci kontynuował jego badania nad zastosowaniem leczniczym pochodnych akrydyny. Opracował wspólnie z Czesławem Radzikowskim pierwszy polski lek przeciwnowotworowy – Ledakrin (Nitracrine).
Pochowany na cmentarzu parafii pod wezwaniem Matki Boskiej Szkaplerznej w Warce.

## Ordery i odznaczenia, nagrody
- Odznaka „Za zasługi dla Gdańska” (1975)
- Krzyż Kawalerski Orderu Odrodzenia Polski (1976)
- Nagroda wojewody gdańskiego (1977)
- Odznaka honorowa „Zasłużonym Ziemi Gdańskiej” (1978)
- Warszawski Krzyż Powstańczy (1982)